# Copa Campeonato 1921
La Copa Campeonato 1921, organizzata dalla Asociación Argentina de Football, si concluse con la vittoria dell'Huracán. Si verificarono due ritiri: quello del Banfield, che passò alla Asociación Amateurs de Football, e quello del Platense, che uscì dalla federazione dopo sei incontri.

## Classifica finale
| Pos. | Squadra            | Pt | G  | V  | N | P  | GF | GS | DR  |
| ---- | ------------------ | -- | -- | -- | - | -- | -- | -- | --- |
| 1.   | Huracán            | 31 | 18 | 14 | 3 | 1  | 54 | 15 | +39 |
| 2.   | Del Plata          | 28 | 18 | 12 | 4 | 2  | 27 | 11 | +16 |
| 3.   | Boca Juniors       | 25 | 18 | 10 | 5 | 3  | 30 | 17 | +13 |
| 4.   | Nueva Chicago      | 19 | 18 | 6  | 7 | 5  | 13 | 12 | +1  |
| 4.   | El Porvenir        | 19 | 18 | 6  | 7 | 5  | 17 | 22 | -5  |
| 6.   | Sportivo del Norte | 16 | 18 | 4  | 6 | 6  | 17 | 22 | -5  |
| 7.   | Sportivo Barracas  | 14 | 18 | 5  | 4 | 9  | 22 | 31 | -9  |
| 8.   | Estudiantes (LP)   | 13 | 18 | 5  | 3 | 10 | 17 | 34 | -17 |
| 9.   | Sportivo Palermo   | 10 | 18 | 3  | 4 | 11 | 14 | 28 | -14 |
| 10.  | Porteño            | 5  | 18 | 0  | 5 | 13 | 10 | 29 | -19 |

## Classifica marcatori[1]
| Gol |  |  | Giocatore          | Squadra |
| --- |  |  | ------------------ | ------- |
| 23  |  |  | Guillermo Dannaher | Huracán |